# Ratpenat de ferradura mediterrani
El ratpenat de ferradura mediterrani (Rhinolophus euryale) és una espècie de ratpenat predominantment europea. També ha estat vist a l'Àfrica del nord.

## Descripció
S'assembla molt al ratpenat de ferradura mitjà (també té l'uropatagi quadrat), la seva coloració general és més fosca: marró grisosa amb tons vermellosos pel dors i blanca grisosa o blanca groguenca pel ventre, amb un límit poc marcat entre les dues. A més, la taca fosca del voltant dels ulls no és tan marcada. Les orelles i la membrana alar són de color gris clar.
Dimensions corporals: cap + cos (43 - 58 mm), cua (22 - 30 mm), avantbraç (42 - 51 mm) i envergadura alar (290 - 320 mm).
Pes: 8 - 18 g.

## Hàbitat
Màquies, matollars i altres ambients amb una coberta arbustiva o arbòria i bons amagatalls en coves i mines. Rares vegades se'l troba en edificacions humanes.

## Costums
Ix del refugi quan ja és fosc i vola arran de terra, fregant la vegetació.
Forma agrupacions de diversos centenars d'individus, que s'amaguen a les parts més profundes de les coves, on les variacions de temperatura són poc marcades.
De vegades conviu amb altres espècies de ratpenats, sia del mateix gènere o d'un altre de diferent.
S'alimenta d'arnes i altres insectes petits.

## Subespècies
- R. e. euryale, Blasius (1853).
- R. e. judaicus, K.Andersen y Matschie (1904).

## Espècies semblants
S'assembla molt a la resta de ratpenats de ferradura, sobre el ratpenat de ferradura mitjà. Per a identificar-lo, cal fixar-se en la forma de les excrescències nasals.